# 野村哲也
野村 哲也（のむら てつや、1970年10月8日 - ）は、日本のゲームクリエイター、イラストレーター、アニメーション監督。スクウェア・エニックス所属。スタッフからの呼び名は「哲さん」「哲（植松伸夫から）」など。

## 略歴
高知県出身。スクウェア・エニックス第1制作部（元第1開発事業部）所属。
高知県立岡豊高等学校を卒業後、18歳で上京してデザイン系専門学校で広告デザインを学ぶ。1991年4月16日にスクウェア（現スクウェア・エニックス）に入社し、『ファイナルファンタジーIV』のデバッグが同社での初仕事となる。『ファイナルファンタジーV』ではバトルグラフィックを担当した。
『ファイナルファンタジーVI』の企画会議において、平行して考えていたキャラクターの設定とイラストが坂口博信の目に留まり、同作のキャラクターのデフォルメデザインの原画を担当することになる。『ファイナルファンタジーVII』ではキャラクターデザインを担当したほか、ストーリーやバトルシステムについても発案している。
『キングダム ハーツ』では初のディレクターを担当したほか、キャラクターデザインも担当している。

## 人物
小さい頃は家にファミリーコンピュータがなく、よく自分ですごろくを作って遊んだという。一人で遊ぶ事が多かった事から、スケッチブックに絵を描いて遊んでいた事が、自身の絵を描く事の原点ではないかと回想している。
高校時代は絵画的・写実的な絵よりも、キャラクター・空想的なイラストを好んで描いていた事から、美術教師に天野喜孝の絵を見せられてその方向性に影響を受ける。その後、就職活動の際にスクウェアの求人広告で天野の絵を目撃し、運命的なものを感じてスクウェアへの入社を決めたと語っている。好きな漫画家には、自身の方向性を変えた影響を込めて上條淳士を挙げており、最初に好きになったキャラクターには松本零士の『銀河鉄道999』のメーテル、『宇宙戦艦ヤマト』の森雪の名前を挙げている。
以前はヘビースモーカーを自認していたが、現在は減煙に成功している。また、大のコーラ好きで、レッド・エンタテインメントの広井王子と並んでコーラ好きのゲームクリエイターとして知られている。
好きな食べ物はご飯。嫌いな食べ物はしいたけと肉。特に肉は口に入れるだけでダメで、理由としてはベジタリアン等の思想的なものではなく、単に子供の頃から魚中心の食生活だったために舌が受け付けないからとのこと。それとは別に、『ファイナルファンタジーVIII』の主人公スコールのレザージャケットをグッズとして実際に制作する企画で、襟のファーの素材サンプルとして取り寄せたコヨーテの一枚革（耳や顔、手足の形がそのまま付いていた）にショックを受け、フェイクファーを使用することに切り替えたと言う逸話もある。
造形作家の竹谷隆之、ゲーム作家の小島秀夫、新川洋司との交流が深く、小島にはネットラジオのゲストに招待されたり、「大乱闘スマッシュブラザーズシリーズ」へのFFキャラ参戦を促されることもあった（同タイトルへの参戦条件は任天堂ハードのタイトルに一度でも登場し、貢献している事なので、ゲームボーイアドバンスの『キングダム ハーツ チェイン オブ メモリーズ』に登場したクラウド、スコール等のFFキャラには一応の参加権がある事にはなるが、野村自身も冗談めかして「僅かに〈任天堂ハードに〉出てはいました」と答えていた）。ちなみにクラウドの参戦は2015年に実現している。
ニンテンドーDSに対しては発表当時から操作性がユーザーに受け入れられるか懐疑的であったらしく、プロデューサーとして関わっている『すばらしきこのせかい』発表時も、インタビューにはその旨をコメントしていた。自身が主導となって開発に携わった事のない、任天堂のゲームハードへの参入をインタビュアーに問われた際には、「自分は義理や恩を大事にしようと考えている人間」とSCEとの関係の強さを強調した上で、任天堂社に対する印象には「ソフトのレベルが総じて高く、ハズレが無い会社」と答えている。
影響を受けたゲーム作品には、任天堂の『スーパーマリオ64』を挙げており『キングダム ハーツ』の発想の原点となっている事も明かしている。また、ユーザーとして最も遊び込んでいるゲームはバンダイナムコゲームスの「鉄拳シリーズ」で、シリーズ新作が発売される度に全キャラでクリアするまでやり込むとのこと。

## 作風

### イラストレーター・デザイナー
鎧やドレスなどに加えロックスターのようなモノトーンの服装や、90年代半ばから流行の兆しを見せていたクロムハーツ等のシルバーアクセサリーが取り入れられ、大きく分けてファンタジー的な衣装にベルトやチャックを付け足す場合と、現実のアパレルにカスタマイズを加えた方向性の二種類のデザインパターンが見て取れる。近年は担当ゲームが現実指向のため後者のコスチュームが主流であり、コラボレーション等も活発。
『ファイナルファンタジーVII解体真書』（エンターブレイン〈当時アスキー〉刊）のインタビューにて、「エアリス殺しましょう、ティファ出しましょう」という発言をしたとされているが、ゲーム情報誌『ゲームウォーカー』の連載コラム「野村哲也の俺風味 ぶらりスクウェア紀行」によると、この表現は編集側の意訳であり、本人の意図した発言ではないという。また2000年発行のインタビュー集『ゲーム・マエストロ』には、「FF開発陣のヒール（悪役）に徹しようと思っている」という発言もあり、一部ファンとの対立を自覚している面を見せた。失敗した時を恐れない性格と語っており、「FFVIIAC」企画当時もどんな続編にしてもファンから批判されるだろうと恐れ誰も先導したがらなかったが、「ヒールといえば俺だろう（笑）」と手をあげた事で動き始めた事を語っている。
RPGデザイナーでは珍しく、他のクリエイターのように既存のファンタジー作品のバックボーンをあまり引用しない（例えば同社の「ドラゴンクエストシリーズ」であれば、近年は中世イタリア衣装の引用が目立つ）作風が特徴的である。
また、設定画のキャラクターに漢字交じりの日本語文のマーキングをつけることが多く、「常連」（FF7・ベヒーモス）、「ラスボス魂」（FF7・リバース・セフィロス）、「一刀両断」（FF7・クラウドの武器）等が知られている。右利き。絵を描く時に邪魔になるので右手にはブレスレットや指輪等のアクセサリー類はいつも何もつけない。現在では絵を描く際に専門的な画材は使わず、シャープペンシルで自由帳サイズの紙にそのまま書いた物をスキャンしCGで彩色している。そのためかキャラクターの主線が近年はやや太めに書かれる事が多い。イラストレーターとしてはあまりに簡素な設備といえるが、同じスクウェアの植松伸夫が高度な音楽器具を使わず、メロディの作曲が最低限できれば十分と考えているように、ゲーム黎明期からの職人独自のワークスタイルがある（双方とも実際に商品化される際には、CGや打ち込みの専門家によるクリンナップが入るため）。
基本的にキャラクターデザインは一発書きを原則としている。ただ時には一発でデザインがまとまらないキャラもおり、その場合は「解決方法はありませんので『これだ！』と思うまで描きます」とのこと。デザインに当たっては「怠惰な自分にとって心がけと言うほど立派なものはありません」と答えつつも、「自由で楽な気分でいることが大事じゃないか、と思います」「頑なにならず、ダラダラした方が意外と上手く行きます」という見解を示している。
自らがデザインした中でお気に入りのキャラクターとしては、過去に『トロ・ステーション』のインタビューで以下の3人を挙げている。3人の共通点として、いずれも「一発でデザインがまとまらなかった」ことを挙げている。
- 『ファイナルファンタジーVII』のクラウド

理由は「原点でもあり孝行息子だと思っています」「最終的にヴェネツィアに2度も連れてってくれましたし…」とのこと。
- 『キングダム ハーツ』のソラ

「自分として初ディレクションのキャラクターですし、朝までディズニーの方とデザインに関して意見をぶつけ合って生まれたキャラです」と、その思い入れの深さを語っている。
- 『ファイナルファンタジーXV』のノクティス

理由に関するコメントは「将来性を期待しています」の一言のみで、多くは語らなかった。
女性キャラクターで選ぶのは難しいとしながらも、「キングダム ハーツ シリーズ」キャラに限っての回答でカイリを挙げている。

### ディレクター
初のディレクター作品である『キングダム ハーツ』が全世界で出荷本数600万本以上を記録した。発売後は『キングダム ハーツ』は「CESA GAME AWARDS（日本ゲーム大賞）」「PlayStation Awards」「Game Developers Choice Awards」などでアワードを受賞した。
その後、制作続編の『キングダム ハーツII』が「ファミ通アワード 2005」にて「大賞」（ゲーム・オブ・ザ・イヤー）を受賞して、自身もその時に「MVP 最優秀クリエイター」に選ばれた。現在の仕事はゲーム制作の他に、ゲーム関連グッズの監修やデザインにも関わっている。2021年時点で「キングダム ハーツ シリーズ」は全世界でのシリーズ累計販売本数（ゲームパッケージ版出荷本数 + ダウンロード版販売本数）は3500万本を記録している。
ヴェネツィア国際映画祭に招待され、また、その作品制作ではディレクターを務めた『ファイナルファンタジーVII アドベントチルドレン』の影響もあり、『ファイナルファンタジーXIII』の仕掛け人に「野村哲也監督」という呼称でめざましテレビで報道されたことがある。また、SONYの番組枠ではゲームクリエイター野村哲也として自身がプッシュされた『ファイナルファンタジーVII アドベントチルドレン コンプリート』のCMが流れるなど、「広告塔」として扱われている面がある。

## 作品

### ビデオゲーム[注釈 1]
| 年   | 作品名                                                                      | 作中クレジット                                                                                       | 作中外クレジット、ノンクレジット                                                       |
| ---- | --------------------------------------------------------------------------- | --- | -------------------------------------------------------------------------------------- |
| 1991 | ファイナルファンタジーIV                                                    | スペシャルサンクス                                                                                   | デバッグ                                                                               |
| 1992 | ファイナルファンタジーV                                                     | バトルグラフィック                                                                                   | モンスターデザイン                                                                     |
| 1994 | ファイナルファンタジーVI                                                    | グラフィックディレクター                                                                             | キャラクター設定：セッツァーとシャドウ、ドットを元にしたデフォルメキャラクターデザイン |
| 1994 | ライブ・ア・ライブ                                                          | 土佐弁翻訳                                                                                           |                                                                                        |
| 1995 | フロントミッション                                                          | グラフィックデザイナー                                                                               |                                                                                        |
| 1995 | クロノ・トリガー                                                            | フィールドグラフィック                                                                               |                                                                                        |
| 1996 | スーパーマリオRPG                                                           | エクストラスペシャルサンクス                                                                         | ボスモンスターデザイン：クリスタラー                                                   |
| 1996 | ダイナマイ・トレーサー                                                      | コンセプトデザイン                                                                                   | キャラクターデザイン                                                                   |
| 1997 | ゼノギアス                                                                  | 協力                                                                                                 | リコに対するハマーとの関係設定の参考                                                   |
| 1997 | ファイナルファンタジーVII                                                   | キャラクターデザイン、ストーリー原案                                                                 | モンスターデザイン、召喚魔法のコンテ、リミットブレイクの設定                           |
| 1998 | エアガイツ (アーケードゲーム)                                               | キャラクタースーパーバイザー                                                                         |                                                                                        |
| 1998 | エアガイツ                                                                  | キャラクタースーパーバイザー                                                                         |                                                                                        |
| 1998 | パラサイト・イヴ                                                            | メインキャラクターデザイン                                                                           |                                                                                        |
| 1998 | ブレイヴフェンサー 武蔵伝                                                   | キャラクターイラストレーション                                                                       |                                                                                        |
| 1999 | チョコボレーシング 〜幻界へのロード〜                                       | スペシャルサンクス                                                                                   |                                                                                        |
| 1999 | パラサイト・イヴ2                                                           | キャラクターイラストレーション                                                                       |                                                                                        |
| 1999 | ファイナルファンタジーVIII                                                  | キャラクターデザイン、バトルビジュアルディレクター                                                   | 絵コンテ：OP、ED、絵コンテ：ダンスパーティームービー、一部 G.F. デザイン               |
| 2000 | バウンサー                                                                  | キャラクターデザイナー                                                                               |                                                                                        |
| 2001 | ファイナルファンタジーX                                                     | キャラクターデザイナー                                                                               |                                                                                        |
| 2002 | キングダム ハーツ                                                           | ディレクター、キャラクターデザイン、コンセプトデザイン、ストーリーボードデザイナー                   |                                                                                        |
| 2002 | ファイナルファンタジーXI                                                    | ヒューム&エルヴァーンデザイン、ストーリーNPCのデザイン                                               | ヴァナ・ディール プロジェクト イメージイラスト                                         |
| 2003 | ファイナルファンタジーX-2                                                   | メインキャラクターデザイナー                                                                         |                                                                                        |
| 2004 | キングダム ハーツ チェイン オブ メモリーズ                                  | ディレクター、キャラクターデザイナー、コンセプトデザイン、シナリオスーパーバイザー                   |                                                                                        |
| 2004 | ドラゴンクエスト&ファイナルファンタジー in いただきストリートSpecial        | ファイナルファンタジーパート協力 第1開発事業部                                                       |                                                                                        |
| 2004 | ビフォア クライシス ファイナルファンタジーVII                               | コンセプトデザイン、キャラクターデザイン                                                             |                                                                                        |
| 2005 | キングダム ハーツII                                                         | ディレクター、コンセプトデザイン、ストーリー原案、2Dキャラクターアート：メインアーティスト           |                                                                                        |
| 2005 | 半熟英雄4 〜7人の半熟英雄〜                                                 | 協力                                                                                                 |                                                                                        |
| 2005 | 武蔵伝II ブレイドマスター                                                   | メインキャラクターデザイン                                                                           |                                                                                        |
| 2006 | ダージュ オブ ケルベロス ファイナルファンタジーVII                          | キャラクターデザイナー                                                                               |                                                                                        |
| 2006 | ダージュ オブ ケルベロス ロスト エピソード ファイナルファンタジーVII        | [ 注釈 3 ]                                                                                           | キャラクターデザイン                                                                   |
| 2006 | チョコボと魔法の絵本                                                        | スペシャルサンクス                                                                                   |                                                                                        |
| 2006 | ドラゴンクエスト&ファイナルファンタジー in いただきストリートポータブル     | ファイナルファンタジーパート協力                                                                     |                                                                                        |
| 2006 | ファイナルファンタジーVアドバンス                                           | モンスターデザイン                                                                                   |                                                                                        |
| 2006 | ファイナルファンタジーVI アドバンス                                         | グラフィックススーパーバイザー                                                                       |                                                                                        |
| 2006 | マリオバスケ 3on3                                                           | グラフィックスーパーバイザー                                                                         |                                                                                        |
| 2006 | モノトーン                                                                  | [ 注釈 3 ]                                                                                           | コンセプトデザイン、キャラクターデザイン、クリエイティブ・プロデューサー               |
| 2007 | キングダム ハーツ Re:チェイン オブ メモリーズ                               | ディレクター、コンセプトデザイン、2Dキャラクターアート：メインアーティスト、シナリオスーパーバイザー |                                                                                        |
| 2007 | クライシス コア ファイナルファンタジーVII                                   | クリエイティブプロデューサー、キャラクターデザイナー                                                 |                                                                                        |
| 2007 | すばらしきこのせかい It's a Wonderful World                                 | クリエイティブプロデューサー、メインキャラクターアートデザイナー                                     |                                                                                        |
| 2007 | チョコボの不思議なダンジョン 時忘れの迷宮                                   | スペシャルサンクス                                                                                   |                                                                                        |
| 2007 | ファイナルファンタジー                                                      | モンスターデザインスーパーバイザー                                                                   |                                                                                        |
| 2008 | エルアーク                                                                  | [ 注釈 3 ]                                                                                           | キャラクターデザイン、クリエイターズデザイン・アイテム                                 |
| 2008 | キングダム ハーツ コーデッド                                                | ディレクター、コンセプトデザイン、ストーリー                                                         | キャラクターデザイン                                                                   |
| 2008 | シグマ ハーモニクス                                                         | スペシャルサンクス                                                                                   |                                                                                        |
| 2008 | ディシディア ファイナルファンタジー                                         | クリエイティブプロデューサー、キャラクターデザイナー                                                 |                                                                                        |
| 2008 | ファイナルファンタジーVII スノーボーディング                                | [ 注釈 3 ]                                                                                           | キャラクターデザイン                                                                   |
| 2008 | ロード オブ ヴァーミリオン                                                  | [ 注釈 3 ]                                                                                           | イラストレーター                                                                       |
| 2009 | キングダム ハーツ 358/2 Days                                                | ディレクター、コンセプトデザイン、ストーリー、2Dアート：メインアーティスト                           |                                                                                        |
| 2009 | ファイナルファンタジーXIII                                                  | メインキャラクターデザイナー                                                                         |                                                                                        |
| 2010 | MARIO SPORTS MIX                                                            | スペシャルサンクス                                                                                   |                                                                                        |
| 2010 | キングダム ハーツ Re:コーデッド                                             | ディレクター、コンセプトデザイン、ストーリー、2Dアート：メインアーティスト                           |                                                                                        |
| 2010 | キングダム ハーツ バース バイ スリープ                                      | ディレクター、コンセプトデザイン、ストーリー、2Dアート：メインアーティスト                           |                                                                                        |
| 2010 | ザ・サード バースデイ                                                       | クリエイティブプロデューサー、キャラクターデザイナー                                                 | コンセプトデザイン                                                                     |
| 2010 | ロード オブ アルカナ                                                        | イラストレーター                                                                                     |                                                                                        |
| 2011 | ディシディア デュオデシム ファイナルファンタジー                            | クリエイティブプロデューサー、キャラクターデザイナー                                                 |                                                                                        |
| 2011 | ディシディア デュオデシム プロログス ファイナルファンタジー                 | | クリエイティブ プロデューサー、キャラクターデザイン                                    |
| 2011 | ファイナルファンタジーXIII-2                                                | メインキャラクターデザイナー                                                                         |                                                                                        |
| 2011 | ファイナルファンタジー零式                                                  | クリエイティブプロデューサー、キャラクターデザイナー                                                 |                                                                                        |
| 2012 | キングダム ハーツ 3D ［ドリーム ドロップ ディスタンス］                     | ディレクター、コンセプトデザイン、ストーリー、2Dアート：メインアーティスト                           |                                                                                        |
| 2012 | シアトリズム ファイナルファンタジー                                         | クリエイティブプロデューサー                                                                         |                                                                                        |
| 2013 | キングダム ハーツ キー                                                      | ディレクター、コンセプトデザイン、ストーリー                                                         |                                                                                        |
| 2013 | ダンボール戦機ウォーズ                                                      | CGIデザイナー                                                                                        |                                                                                        |
| 2013 | ファイナルファンタジーX / X-2 HDリマスター                                  | | キャラクターデザイン、モデルデータのブラッシュアップアドバイス                         |
| 2013 | ファイナルファンタジー オール ザ ブレイベスト                               | クリエイティブプロデューサー、オリジナルコンセプト                                                   |                                                                                        |
| 2013 | ライトニング リターンズ ファイナルファンタジーXIII                          | メインキャラクターデザイナー                                                                         |                                                                                        |
| 2014 | ガンスリンガー ストラトス2                                                  | キャラクターデザイン                                                                                 |                                                                                        |
| 2014 | シアトリズム ファイナルファンタジー カーテンコール                          | クリエイティブプロデューサー                                                                         |                                                                                        |
| 2014 | 大乱闘スマッシュブラザーズ for Nintendo 3DS / Wii U                         | | イラストレーション                                                                     |
| 2014 | パズドラ バトルトーナメント -ラズール王国とマドロミドラゴン-                | [ 注釈 3 ]                                                                                           | メインキャラクターデザイン                                                             |
| 2014 | ファイナルファンタジーVII Gバイク                                           | [ 注釈 3 ]                                                                                           | クリエイティブプロデューサー、キャラクターデザイン                                     |
| 2014 | ファイナルファンタジー アギト                                               | [ 注釈 3 ]                                                                                           | キャラクターデザイン                                                                   |
| 2014 | ファイナルファンタジー アギト プラス (開発中止)                             | | キャラクターデザイン                                                                   |
| 2014 | ファイナルファンタジー エクスプローラーズ                                   | FFキャラクタースーパーバイザー                                                                       | 描き下ろしイラスト                                                                     |
| 2014 | ファイナルファンタジー レコードキーパー                                     | クリエイティブプロデューサー、コンセプトデザイナー                                                   | ドット絵キャラクターとして作中登場、キャラクターデザイン：デシ                         |
| 2015 | MONSTER HUNTER 4 ULTIMATE                                                   | | 武具、オトモアイルーの装備、ギルドカード                                               |
| 2015 | キングダム ハーツ アンチェインド キー                                       | [ 注釈 3 ]                                                                                           | ディレクター                                                                           |
| 2015 | ディシディア ファイナルファンタジー (アーケードゲーム)                      | [ 注釈 3 ]                                                                                           | クリエイティブプロデューサー、キャラクターデザイナー                                   |
| 2015 | メビウス ファイナルファンタジー                                             | コラボレイティブイベントサポート                                                                     |                                                                                        |
| 2015 | モンスターハンタークロス                                                    | デザイン                                                                                             | コラボレーション装備デザイン                                                           |
| 2015 | ランページ ランド ランカーズ                                                | [ 注釈 3 ]                                                                                           | メインキャラクターデザイン                                                             |
| 2016 | シアトリズム ファイナルファンタジー オールスターカーニバル                  | [ 注釈 3 ]                                                                                           | クリエイティブプロデューサー                                                           |
| 2016 | ファイナルファンタジーXV                                                    | オリジナルコンセプト、キャラクターデザイン、レコーディング：リリックス                               | ディレクター(途中降板)                                                                 |
| 2016 | ワールド オブ ファイナルファンタジー                                        | クリエイティブプロデューサー、キャラクターデザイナー                                                 |                                                                                        |
| 2017 | いただきストリート ドラゴンクエスト&ファイナルファンタジー 30th ANNIVERSARY | ファイナルファンタジーキャラクター監修                                                               |                                                                                        |
| 2017 | キングダム ハーツ 0.2 バース バイ スリープ -フラグメンタリー パッセージ-    | ディレクター、コンセプトデザイン、ストーリー、2Dアート：メインアーティスト                           |                                                                                        |
| 2017 | キングダム ハーツ キー バックカバー                                         | ディレクター、コンセプトデザイン、ストーリー、2Dアート：メインアーティスト                           |                                                                                        |
| 2017 | キングダム ハーツ ユニオン クロス                                           | ディレクター、コンセプトデザイン、ストーリー                                                         |                                                                                        |
| 2017 | ゼノブレイド2                                                               | イーラキャラクターデザイン                                                                           |                                                                                        |
| 2017 | ディシディア ファイナルファンタジー オペラオムニア                          | | クリエイティブプロデューサー、キャラクターデザイン                                     |
| 2017 | テラバトル2                                                                 | [ 注釈 3 ]                                                                                           | キャラクターデザイン                                                                   |
| 2017 | ファイナルファンタジーXIV: 紅蓮の解放者                                     | スペシャルサンクス                                                                                   |                                                                                        |
| 2017 | ファイナルファンタジーレジェンズII 時空ノ水晶                               | スペシャルサンクス                                                                                   |                                                                                        |
| 2017 | メビウス ファイナルファンタジー イベント「DREAM WITHIN A DREAM-永遠の夢-」  | キャラクターデザイナー                                                                               |                                                                                        |
| 2017 | メビウス ファイナルファンタジー イベント「フェイタル・コーリング」          | キャラクターデザイナー                                                                               |                                                                                        |
| 2017 | ワールド オブ ファイナルファンタジー メリメロ                               | [ 注釈 3 ]                                                                                           | クリエイティブプロデューサー、キャラクターデザイン                                     |
| 2018 | IDOL FANTASY - アイドルファンタジー -                                       | [ 注釈 3 ]                                                                                           | キャラクター原案イラスト                                                               |
| 2018 | ゼノブレイド2 黄金の国イーラ                                                | メインキャラクターデザイン                                                                           |                                                                                        |
| 2018 | 大乱闘スマッシュブラザーズ SPECIAL                                          | オリジナルゲームスーパーバイザーズ                                                                   | スマブラカウントダウン                                                                 |
| 2018 | ディシディア ファイナルファンタジー NT                                      | クリエイティブプロデューサー、キャラクターデザイナー                                                 |                                                                                        |
| 2018 | ファイナルファンタジーXV ポケットエディション                               | オリジナルコンセプト、キャラクターデザイン、レコーディング：リリックス                               |                                                                                        |
| 2018 | メビウス ファイナルファンタジー イベント「眠れる獅子」                      | キャラクターデザイナー                                                                               |                                                                                        |
| 2018 | メビウス ファイナルファンタジー 破滅の戦士                                  | コラボレーティブイベントサポート                                                                     |                                                                                        |
| 2019 | WAR OF THE VISIONS ファイナルファンタジー ブレイブエクスヴィアス 幻影戦争   | スペシャルサンクス                                                                                   |                                                                                        |
| 2019 | キングダム ハーツIII                                                        | ディレクター、コンセプトデザイン、ストーリー、2Dアート：メインアーティスト                           |                                                                                        |
| 2019 | ファイナルファンタジーVIII リマスタード                                     | キャラクターデザイン                                                                                 | 主要キャラクターの3Dモデル差替を提案                                                   |
| 2019 | ファイナルファンタジーXIV: 漆黒の反逆者                                     | ゲストクリエイター エデン                                                                            | キャラクターデザイン、ボスモンスターデザイン                                           |
| 2020 | キングダム ハーツ ユニオン クロス ダーク ロード                             | ディレクター、コンセプトデザイン、ストーリー                                                         |                                                                                        |
| 2020 | キングダム ハーツ メロディ オブ メモリー                                    | ディレクター、コンセプトデザイン、ストーリー、2Dアート：メインアーティスト                           |                                                                                        |
| 2020 | ファイナルファンタジーVII リメイク                                          | ディレクター、コンセプトデザイン                                                                     | キャラクターデザイン                                                                   |
| 2021 | 新すばらしきこのせかい                                                      | クリエイティブプロデューサー、キャラクターアートデザイナー                                           |                                                                                        |
| 2021 | ファイナルファンタジー ピクセルリマスター                                   | スペシャルサンクス                                                                                   |                                                                                        |
| 2021 | ファイナルファンタジーII ピクセルリマスター                                 | スペシャルサンクス                                                                                   |                                                                                        |
| 2021 | ファイナルファンタジーIII ピクセルリマスター                                | スペシャルサンクス                                                                                   |                                                                                        |
| 2021 | ファイナルファンタジーIV ピクセルリマスター                                 | スペシャルサンクス                                                                                   |                                                                                        |
| 2021 | ファイナルファンタジーV ピクセルリマスター                                  | スペシャルサンクス                                                                                   |                                                                                        |
| 2021 | ファイナルファンタジーVII ザ ファースト ソルジャー                          | クリエイティブディレクター                                                                           | キャラクターデザイン                                                                   |
| 2022 | ストレンジャー オブ パラダイス ファイナルファンタジー オリジン              | | クリエイティブプロデューサー、キャラクターデザイン、コンセプト                         |
| 2023 | ファイナルファンタジーVII エバークライシス                                  | | クリエイティブディレクター、キャラクターデザイン                                       |
| 2023 | スーパーマリオRPG(リメイク版)                                               | キャラクタースーパーバイザー                                                                         |                                                                                        |
| 2024 | ファイナルファンタジーVII リバース                                          | クリエイティブディレクター                                                                           |                                                                                        |

### 映像作品
| 年   | 作品名                                                 | 作中クレジット                                                                      | 作中外クレジット、ノンクレジット |
| ---- | ------------------------------------------------------ | ----------------------------------------------------------------------------------- | -------------------------------- |
| 1995 | FINAL FANTASY VI THE INTERACTIVE CG GAME               | グラフィックデザイン                                                                |                                  |
| 2001 | ファイナルファンタジー                                 | Thanks to everyone at Square who supported this production - SQUARE GROUP COMPANIES |                                  |
| 2005 | ファイナルファンタジーVII アドベントチルドレン         | ディレクター、キャラクターデザイナー                                                | リリックス                       |
| 2005 | ラストオーダー ファイナルファンタジーVII               | スーパーバイジングディレクター                                                      |                                  |
| 2005 | FINAL FANTASY VII TECHNICAL DEMO FOR PS3               | キャラクターデザイン                                                                |                                  |
| 2009 | On the Way to a Smile EPISODE:DENZEL FINAL FANTASY VII | 監修                                                                                |                                  |
| 2012 | Agni’s Philosophy – FINAL FANTASY REALTIME TECH DEMO   | キャラクターデザインアドバイザー                                                    |                                  |
| 2016 | ブラザーフッド ファイナルファンタジーXV                | メインキャラクターデザイン                                                          |                                  |
| 2021 | すばらしきこのせかい The Animation                     | キャラクターデザイン                                                                |                                  |

### フィギュア
| 年   | 作品名                                                                     |
| ---- | -------------------------------------------------------------------------- |
| 2014 | DC Comics VARIANT PLAY ARTS 改 DESIGNED BY TETSUYA NOMURA キャットウーマン |
| 2014 | DC Comics VARIANT PLAY ARTS 改 DESIGNED BY TETSUYA NOMURA バットマン(TM)   |
| 2015 | HATSUNE MIKU VARIANT PLAY ARTS改 DESIGNED BY TETSUYA NOMURA 初音ミク       |
| 2017 | DC Comics VARIANT PLAY ARTS改 DESIGNED BY TETSUYA NOMURA ジョーカー        |
| 2017 | DC Comics VARIANT PLAY ARTS改 DESIGNED BY TETSUYA NOMURA ハーレイ・クイン  |

### ボイスアクターズライブ
| 年   | 作品名                                                                          | クレジット           |
| ---- | ------------------------------------------------------------------------------- | -------------------- |
| 2017 | ボイスアクターズライブ ディシディア ファイナル ファンタジー 『SECRETUM -秘密-』 | キャラクターデザイン |

## 受賞
- ファミ通アワード 2005 - MVP[1]